# Vilém III. Sicilský
Vilém III. Sicilský (italsky Guglielmo III di Sicilia, 1185? – 1198?) byl sicilský král a hrabě z Lecce z normanské dynastie Hauteville.

## Život

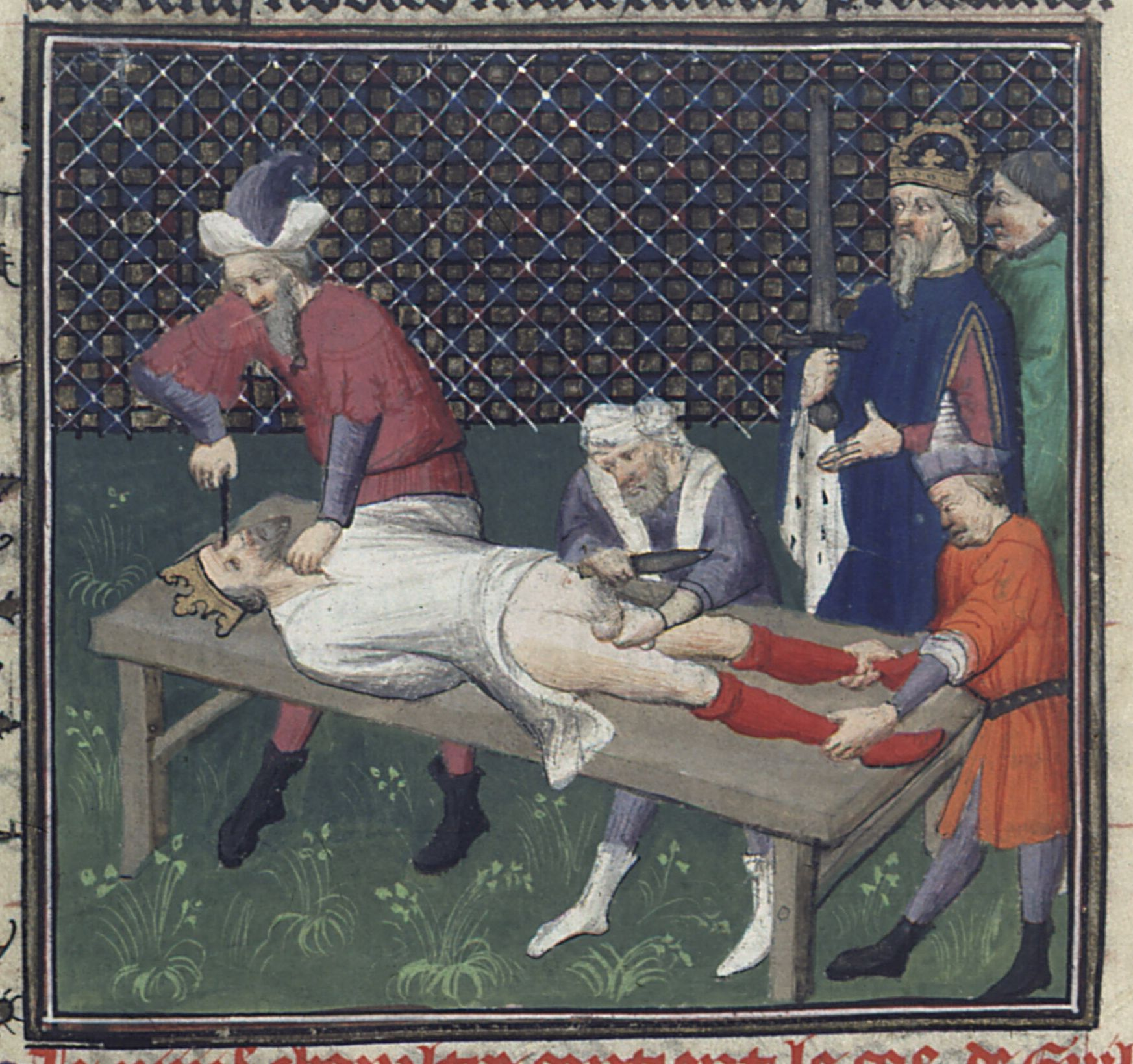
Konec Viléma III. (iluminace z 15. století)

Vilém byl druhorozeným synem Tankreda, levobočného syna Rogera II. Sicilského a Sibyly z Acerra. O Vánocích roku 1193 zemřel Vilémův starší bratr Roger a otec jej následoval o dva měsíce později. Vilém byl papežem v Palermu korunován králem a regentkou se stala jeho matka Sibyla. Na trůn uplatňoval nárok i Jindřich VI. Štaufský, od roku 1186 manžel Vilémovy tety Konstancie. Invazi do sicilského království plánoval již za Tankredova života a využil k ní finanční prostředky získané z výkupného za Richarda Lví srdce. 20. listopadu 1194 padlo Palermo do štaufských rukou. Jindřich VI. nabídl Sibyle, že zachová její nárok na hrabství Lecce a tarantské vévodství. Vdova dohodu přijala. 25. prosince 1194 byl Jindřich VI. v Palermu korunován sicilským králem.
O čtyři dny později bylo odhaleno normanské povstání. Jindřich VI. s pomocí čerstvě dorazivších babenberských posil vyvrátil i poslední útočiště vzbouřenců na hradě Castrogiovanni. Poté následoval soudní proces, který svou krutostí ohromil celou Evropu. Zajatci byli upáleni či zaživa rozřezáni pilou nebo nabodnuti na kůl. Zastrašení Normanů bylo díky tomuto krutému divadlu úspěšné. Viléma s matkou a sestrami nechal Jindřich odvézt na hrad Hohenems, kde byl chlapec pravděpodobně zavražděn. Podle některých byl nejdříve oslepen a vykastrován. Byl posledním sicilským králem z normanské dynastie.